# 프레더릭 에드윈 처치
프레더릭 에드윈 처치(Frederic Edwin Church, 1826년 5월 4일 ~ 1900년 4월 7일)은 미국의 풍경 화가이다. 코네티컷주 하트퍼드에서 태어났다. 미국 풍경화가들의 모임인 허드슨 리버 화파에서 주된 인물이었으며, 보통은 산, 폭포, 일몰을 묘사한 넓은 풍경의 전경을 그린 것으로 잘 알려져 있지만, 그가 남극과 중남미를 여행하면서 보았던 극적인 자연현상을 묘사하기도 했다. 처치의 그림들은 세세한 자연을 빛과 낭만적인 모습으로 강조했다. 말년에는 고전적인 지중해 및 중동의 풍경과 도시경관을 그렸다.

## 일생

### 어린 시절
처치는 엘리자 처치 (엘리자네 제인스)와 요셉 처치의 아들이었다. 그의 가족들은 코네티컷주 하트퍼드에 살던 은세공인이자 시계제작공인 처치의 아버지 요셉 덕분에 부유했다. (요셉은 나중에 애트나 라이프 인슈어런스 컴퍼니의 임원 및 감독도 되었다.) 그리고 요셉은 매사추세츠주 리의 버크셔에서 최초로 제지공장을 설립한 새뮤얼 처치의 아들이었다. 가족의 부유한 삶은 프레더릭 처치가 아주 어린 시절부터 미술에 흥미를 계속 가지도록 해주었다. 18살 때 처치는 캐츠킬에서 친척이자 워즈워스 학술회의 설립자인 대니얼 워즈워스가 토머스 콜을 소개시켜주면서, 워즈워스 다음으로 토머스 콜의 제자가 되었다. 1849년 5월, 처치는 국립 디자인 학술회의 최연소 준위원으로 선출되었고, 다음 해에는 학술위원으로 승진되었다. 얼마 지나지 않아 그는 하트퍼드 워즈워스 학술회에 첫 번째 대표작을 판매하게 되었다.